# Pleurodese
Als Pleurodese wird ein operativer Eingriff bezeichnet, bei dem das Lungenfell (Pleura visceralis) mit dem Brustfell (Pleura parietalis) verbunden wird.
Diese Operation wird durchgeführt, um einem wiederholten Auftreten eines Pneumothorax oder eines Pleuraergusses zuvorzukommen – eine Luft- bzw. Flüssigkeitsansammlung kann dadurch verhindert werden.

## Durchführung
Eine Möglichkeit, die beiden Pleurablätter zu verbinden, ist die Verklebung durch Einbringen von Talkum (so bereits von Hanns Alexander beschrieben) in die Pleurahöhle. Dabei wird künstlich eine Entzündung hervorgerufen, die den Zwischenraum verschließt und die Ansammlung von Flüssigkeit verhindert.  Die Anwendung mit Talkum ist nur einmalig möglich. Zudem besteht hier die Gefahr, dass sich durch den ausgelösten Entzündungsprozess Verwachsungen bilden, die bei einer eventuell notwendig werdenden Transplantation für Komplikationen sorgen kann.
Andere Möglichkeiten der Verklebung sind Medikamente wie Tetracyclin oder Bleomycin. Des Weiteren kommt auch eine Verklebung mit Eigenblut in Betracht, welche mit den geringsten Nebenwirkungen verbunden ist, und, ebenso wie die medikamentöse Therapieform, wiederholt durchgeführt werden kann, falls das Ergebnis nach der ersten Anwendung nicht zufriedenstellend ist.
Die Verklebung mit Eigenblut wird i. d. R.  ohne zusätzliche Gabe von Schmerzmitteln oder einem Lokalanästhetikum durchgeführt, was hingegen bei der Anwendung von Talkum bzw. Tetracyclin empfohlen wird.
Ebenso kann durch chirurgische Teilentfernung der Pleurablätter eine Verklebung erreicht werden (partielle Pleurektomie). Dies wird besonders bei wiederholten Luftansammlungen (rezidivierendem Pneumothorax) oder wiederkehrenden Pleuraergüssen durchgeführt.